# Valdelagrana (stacja kolejowa)
Valdelagrana (hiszp. Estación de Valdelagrana) – stacja kolejowa w El Puerto de Santa María, w Prowincji Kadyks, we wspólnocie autonomicznej Andaluzja, w Hiszpanii. Stanowi część linii C-1 Cercanías Cádiz.
Stacja została otwarta 1 grudnia 2008.

## Położenie stacji
Znajduje się na linii kolejowej Alcázar de San Juan – Kadyks w km 126,6.

## Linie kolejowe
- Alcázar de San Juan – Kadyks